# Kruhová topologie

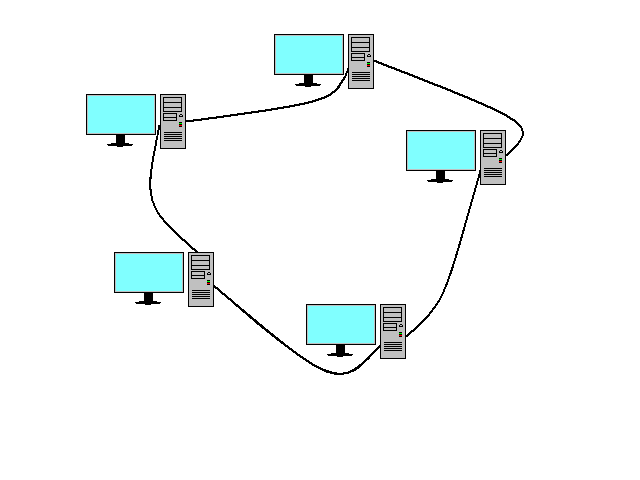
Zapojení počítačů v kruhu

Kruhová topologie označuje v počítačových sítích zapojení, kde je jeden uzel připojen k dalším dvěma uzlům tak, že vytvoří kruh. Obvyklým způsobem řešení komunikace je implementace tokenu, který si stanice v kruhu postupně předávají a který jeho držiteli umožňuje vysílat, přičemž ostatní stanice pouze naslouchají. Zpráva tak prochází přes všechny mezilehlé počítače v kruhu, přičemž její zpoždění na každém uzlu je jen jeden bit (tj. vzápětí po načtení příchozího signálu je signál vyslán dále). Přerušením kruhu dojde k narušení komunikace, proto některé technologie pracují se záložním kruhem (například FDDI).
Technologie Token ring je kruhovou topologií jen na logické úrovni, fyzicky se jedná o topologii hvězdicovou.

## Výhody a nevýhody

### Výhody
- přenos dat je relativně jednoduchý, protože pakety se posílají jedním směrem
- přidání dalšího uzlu má jen malý dopad na šířku pásma
- nevznikají kolize
- minimální zpoždění (v bitech podle počtu uzlů)
- průchodnost sítě je z výše uvedených důvodů ze všech ostatních topologií nejvyšší
- snadná možnost implementace záruk na množství přenesených dat za jednotku času
- množství kabelů může být menší, než u hvězdicové topologie

### Nevýhody
- vstup a výstup (zapnutí a vypnutí) stanice je logicky a implementačně komplikovaná operace
- data musí projít přes všechny členy kruhu, což zvyšuje riziko poruchy
- přerušením kruhu vzniká problém (při vyřazení jedné stanice přestávají pracovat další stanice)
- při přidání nového uzlu je nutné dočasně kruh přerušit (u Token ringu jen na zanedbatelný okamžik)